# Povstání komunérů

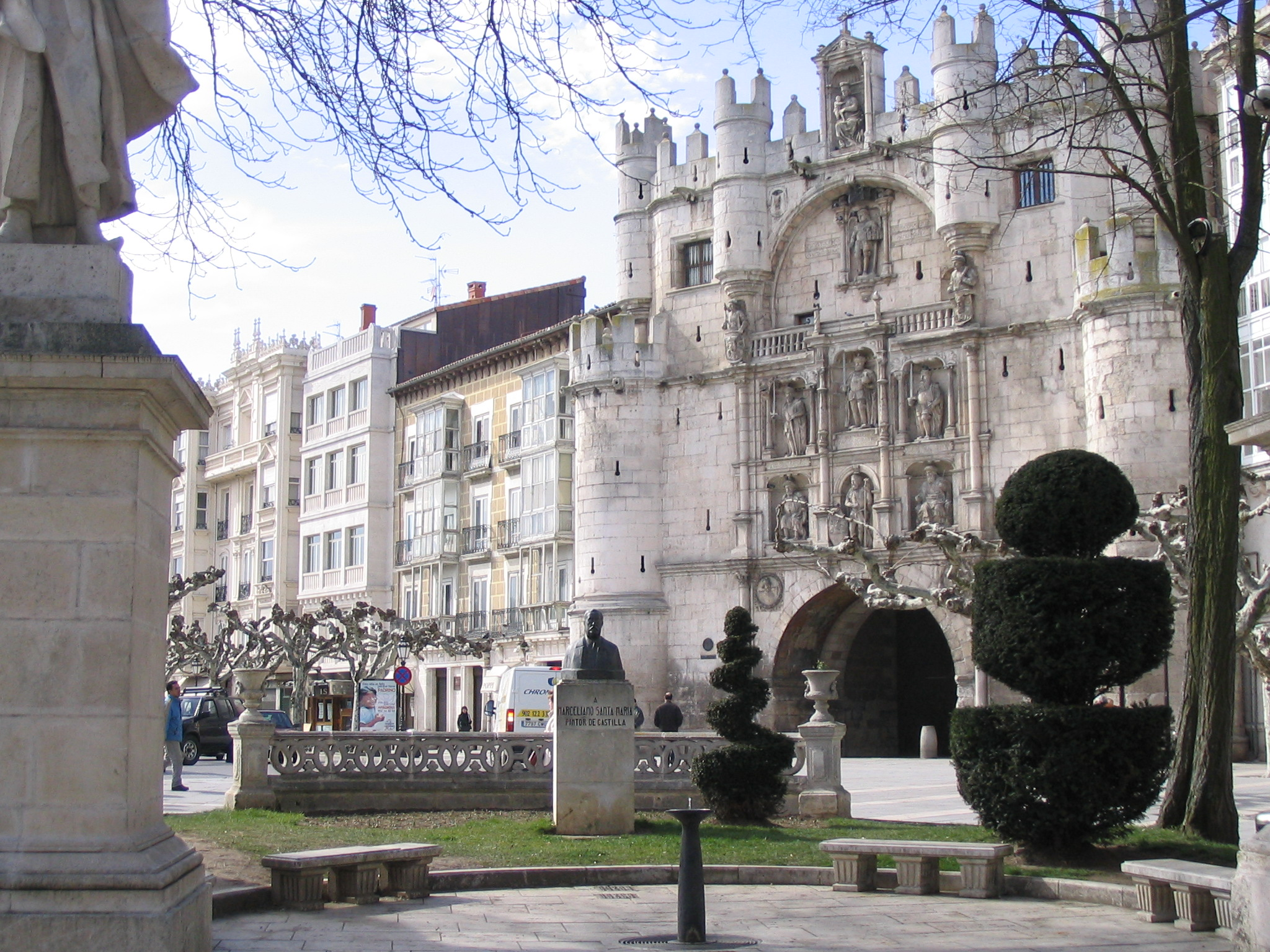
Arco de Santa María v Burgosu, jedno z mála měst věrných králi na Iberské náhorní plošině

Povstání komunérů (španělsky: Guerra de las Comunidades de Castilla, „Válka společenství Kastilie“) byla vzpoura obyvatel Kastilie proti vládě krále Karla V. a jeho administrativě, jež proběhla v letech 1520 až 1521. Na vrcholu povstání rebelové ovládali srdce Kastilie a města Valladolid, Tordesillas a Toledo.
Ke vzpouře došlo v důsledku politické nestability v zemích kastilské koruny po smrti královny Isabely v roce 1504. Na trůn nastoupila Isabelina dcera Jana. Kvůli její údajné duševní poruše vládli zemi šlechtici a její otec, Ferdinand II. Aragonský, jako regent. Po Ferdinandově smrti v roce 1516 byl Janin šestnáctiletý syn Karel prohlášen králem Kastilie i Aragonie. Karel byl vychován v Nizozemsku a měl jen malou znalost kastilštiny. Do země dorazil v říjnu 1517 v doprovodu početné družiny vlámských šlechticů a duchovních. Tyto faktory vyústily v nedůvěru mezi novým králem a kastilskými společenskými elitami, které vnímaly ohrožení své moci a postavení vlivnými cizinci.
V roce 1519 byl Karel zvolen císařem Svaté říše římské. Roku 1520 proto odešel do Německa a nechal nizozemského kardinála Adriana z Utrechtu (jenž se později stal papežem jakožto Hadrián VI.) vládnout Kastilii v jeho nepřítomnosti. Vzápětí vypukla série protivládních nepokojů a moc převzaly místní městské rady zvané comunidades (odtud termín komunér, comunero, pro označení rebelů). Rebelové si vybrali Karlovu matku, královnu Janu, jako svého kandidáta na panovníka. Povstalecké hnutí posléze nabralo i radikálnější směr a částečně i protifeudální charakter. Splynulo do jisté míry se souběžným selským povstáním proti pozemkové šlechtě.
23. dubna 1521, po téměř roce povstání, zasadili stoupenci císaře ochromující ránu komunérům v bitvě u Villalaru. Následující den byli sťati vůdci rebelů Juan López de Padilla, Juan Bravo a Francisco Maldonado. Armáda komunérů se rozpadla. Komunéři udrželi pouze město Toledo, pod vedením Maríe Pachecové, a to až do kapitulace v říjnu 1521.
Charakter revoluce je předmětem debat a sporů historiků. Podle některých vědců byla vzpoura jednou z prvních moderních revolucí, byla namířena proti šlechtě a sociální nespravedlnosti ve jménu demokracie a svobody. Podle jiných byla vzpoura (proto)nacionální, proti zahraniční kontrole. Podle dalších interpretů šlo v jádru o protest proti vysokým daním. Od 19. století se povstání komunérů stalo rovněž nástrojem politiky a bylo různě ideologizováno. Hlásili se k němu především liberálové. Po zřízení autonomního společenství Kastilie a León získala revolta komunérů nový rozměr, lokálně patriotický. 23. duben, den porážky povstání, je nyní oslavován jako Den Kastilie a Leónu a podle některých pozorovatelů je užíván k rozdmýchávání kastilského nacionalismu a separatismu.